# Landtagswahlkreis Neckar-Odenwald
Der Landtagswahlkreis Neckar-Odenwald (Wahlkreisnummer 38) ist ein Landtagswahlkreis in Baden-Württemberg. Er umfasst den gesamten Neckar-Odenwald-Kreis.

## Wahl 2021
Die Landtagswahl 2021 hatte folgendes Ergebnis:
| Direktkandidat       | Partei       | Stimmen in % | Landtagswahl 2016 Stimmen in % |
| -------------------- | ------------ | ------------ | ------------------------------ |
| Peter Hauk           | CDU          | 31,6         | 34,2                           |
| Amelie Pfeiffer      | Grüne        | 23,7         | 19,7                           |
| Johann Martel        | AfD          | 12,3         | 18,0                           |
| Dorothee Schlegel    | SPD          | 12,2         | 15,2                           |
| Pascal Schejnoha     | FDP          | 7,9          | 7,0                            |
| Stephan Frauenkron   | Freie Wähler | 4,0          | –                              |
| Ralf Schumacher      | WiR2020      | 3,7          | –                              |
| Bernd Zieger         | DIE LINKE    | 2,4          | 2,3                            |
| Joachim Förster      | ödp          | 1,0          | 0,9                            |
| Dietrich Emmert      | Volt         | 0,7          | –                              |
| Günter Schmitt-Haber | KlimalisteBW | 0,6          | –                              |
| –                    | Sonstige     | –            | 2,7                            |

## Wahl 2016
Die Landtagswahl 2016 hatte folgendes Ergebnis:
| Direktkandidat     | Partei    | Stimmen in % | Landtagswahl 2011 Stimmen in % |
| ------------------ | --------- | ------------ | ------------------------------ |
| Peter Hauk         | CDU       | 34,2         | 48,4                           |
| Simone Heitz       | Grüne     | 19,7         | 14,6                           |
| Uwe Wanke          | AfD       | 18,0         | –                              |
| Georg Nelius       | SPD       | 15,2         | 25,9                           |
| Jens Brandenburg   | FDP       | 7,0          | 3,4                            |
| Simon Gramlich     | DIE LINKE | 2,3          | 2,4                            |
| Martin Ludwig Petz | ALFA      | 1,0          | –                              |
| Jochen Frank       | ödp       | 0,9          | 1,0                            |
| Tanja Widenmeyer   | PIRATEN   | 0,8          | 1,8                            |
| Oliver Haupt       | NPD       | 0,6          | 1,1                            |
| Ursula Holzwarth   | REP       | 0,3          | 1,4                            |

## Wahl 2011
Die Landtagswahl 2011 hatte folgendes Ergebnis:
| Direktkandidat   | Partei    | Stimmen in % | Landtagswahl 2006 Stimmen in % | Landtagswahl 2001 Stimmen in % |
| ---------------- | --------- | ------------ | ------------------------------ | ------------------------------ |
| Peter Hauk       | CDU       | 48,4         | 53,7                           | 54,2                           |
| Georg Nelius     | SPD       | 25,9         | 28,4                           | 31,4                           |
| Simone Heitz     | Grüne     | 14,6         | 05,4                           | 04,6                           |
| Achim Walter     | FDP       | 03,4         | 06,0                           | 04,6                           |
| Burkhard Malotke | DIE LINKE | 02,4         | WASG: 2,7                      | –                              |
| Michael Belzner  | REP       | 01,4         | 02,8                           | 04,2                           |
| Ralf Reutter     | NPD       | 01,1         | –                              | –                              |
| Robin Seizinger  | ödp       | 01,0         | 00,9                           | 01,0                           |
| Kathrin Weiss    | PIRATEN   | 01,8         | –                              | –                              |

Georg Nelius (SPD) erhielt ein Zweitmandat.

## Abgeordnete seit 1976
Bei den Landtagswahlen in Baden-Württemberg hat jeder Wähler eine Stimme, mit der sowohl der Direktkandidat als auch die Gesamtzahl der Sitze einer Partei im Landtag ermittelt werden. Dabei gibt es keine Landes- oder Bezirkslisten, stattdessen werden zur Herstellung des Verhältnisausgleichs unterlegenen Wahlkreisbewerbern Zweitmandate zugeteilt.
Den Wahlkreis Neckar-Odenwald vertraten seit 1976 folgende Abgeordnete im Landtag:
| Partei | Art des Mandats | Gewählte |
| ------ | --------------- | --- |
| CDU    | Erstmandat      | Hans Heidler 1976, Mandat niedergelegt zum 11. Mai 1978 Manfred Pfaus Mai 1978 nachgerückt, 1980, 1984, 1988 Peter Hauk 1992, 1996, 2001, 2011, 2016, 2021 |
| SPD    | Zweitmandat     | Gerd Teßmer 1984, 1988, 1992, 1996, 2001 Karl-Heinz Joseph 2006 († 6. Mai 2007) Georg Nelius Mai 2007 nachgerückt, 2011, 2016                              |
| AfD    | Zweitmandat     | Uwe Wanke Juli 2020 nachgerückt |